# 生物と無生物のあいだ
『生物と無生物のあいだ』（せいぶつとむせいぶつのあいだ）は、福岡伸一による書籍。2007年5月に講談社現代新書から出版された。分子生物学に関わる科学者やその功績を紹介する。
2007年に第29回サントリー学芸賞（社会･風俗部門）、2008年に第1回新書大賞をそれぞれ受賞。